# Holopelus crassiceps
Holopelus crassiceps là một loài nhện trong họ Thomisidae.
Loài này thuộc chi Holopelus. Holopelus crassiceps được Embrik Strand miêu tả năm 1913.